# Питарети
Питарети (груз. ფიტარეთი) — село в Грузии, на территории Тетрицкаройского муниципалитета края (мхаре) Квемо-Картли.

## География
Село находится в юго-восточной части Грузии, к северу от реки Храми, на расстоянии приблизительно 13 километров (по прямой) к юго-западу от города Тетри-Цкаро, административного центра муниципалитета. Абсолютная высота — 856 метров над уровнем моря.

## Население
По результатам официальной переписи населения 2014 года постоянное население в Питарети отсутствовало.
| Год  | Население, человек |
| ---- | ------------------ |
| 2002 | 0                  |
| 2014 | 0                  |